# The South African Outlook
Das Magazin The South African Outlook (Abkürzung SAOL oder SAO) war ein südafrikanisches periodisches Publikationsorgan der Lovedale Mission Press in Fort Hare. Es erschien von 1922 bis 1996 und trug zur politisch-emanzipatorischen Entwicklung unter der einheimischen Bevölkerung Südafrikas signifikant bei. Vor und während der Apartheidsperiode referierten kritisch-analytische Beiträge Aspekte der Politik und Gesellschaft im südlichen Afrika. Dadurch wurde es ein Organ des Christian Council of South Africa und fand auf diese Weise internationale Beachtung.

## Geschichte
Unter dem Namen South African Outlook erschien die Zeitschrift erstmals im Jahr 1922. Sie ging aus der im Verlag der Lovedale Mission entstandenen und 1870 gegründeten Monatsschrift The Kaffir Express (Druck und Redaktion: Lovedale Missionary Institution Press), ab 1876 der The Christian Express (Druck und Redaktion: Lovedale Institution Press) hervor. Deren Gründer war James Stewart, der Prinzipal der Missionsschule in Lovedale.
Mit dem South African Outlook wurden Positionen der Missionsarbeit, der Bildung und Integrationsbemühungen sowie staatsbürgerliche Themen innerhalb des politischen Systems Südafrikas aus Sicht der United Free Church of Scotland Mission publiziert.
In diesem Magazin konnten auf der Basis weit verzweigter Missionsstrukturen auch über afrikanische Themen jenseits von Südafrika berichtet werden. In dem Beitrag Select Bibliography for missionaries working in Africa aus dem Jahr 1931 wird durch Isaac Schapera und John David Rheinallt Jones der Versuch einer bibliographischen Sammlung zu Themen der Missionsarbeit in Afrika unternommen.
Während der Apartheidsperiode berichteten die Autoren beispielsweise über die großen Bevölkerungsverschiebungen durch gesetzliche und militärische Gewalt, über Folter und Misshandlungen sowie illegale militärische Aktivitäten Südafrikas außerhalb seiner Grenzen. Mit den veröffentlichten Beiträgen wurden Meinungen der Schwarzen Theologie (Black theology), politischen Theologie und über die Anforderungen der Ökumene im südafrikanischen Kontext reflektiert.
Auf der Basis dieses Profils entwickelte sich die Zeitschrift zu einer alternativen Informationsquelle für die internationale Öffentlichkeit, da sie über die stark abgeschotteten inneren Verhältnisse Südafrikas kritisch aufbereitete Nachrichten lieferte.
Von 1965 bis 1993 arbeitete Francis A. H. Wilson als Redakteur des South African Outlook.
Im Jahr 1975 gab es anlässlich des hundertjährigen Bestehens dieser Zeitschrift einschließlich ihrer Vorläufer eine Spezialausgabe mit einem Beitrag über Samuel Edward Krune Mqhayi, dem „Vater der Xhosa-Poesie“.
Die Wiederbelebung dieser publizistischen Tradition erfolgte im Januar 1999 mit der Gründung des New South African Outlook als Journal of Theology for Southern Africa in der Herausgeberschaft der UNISA. Dieses Magazin erscheint im Jahr mit zwei Ausgaben und legt seinen Fokus auf soziale und politische Aspekte im Südlichen Afrika.

## Weiterführende Literatur
- Francis Wilson (Hrsg.), Dominique Perrot (Hrsg.): Outlook on a century: South Africa 1870–1970. Lovedale, C.P., Lovedale Press, 1973, ISBN 0-86975-008-9.